# 徒手獨攀
徒手獨攀、自由獨攀、徒手攀岩（英語：Free solo climbing, free soloing），是一種攀岩的類型，攀岩者（或獨攀者）單獨攀爬而不使用任何繩索、安全吊帶或其他確保裝備。他們必須完全依靠自己的個人力量和技巧，以攀登牆面或山峰。與抱石不同，當獨攀者攀升到安全高度以上，其墜落會導致嚴重傷害甚至死亡。在普通的自由攀登（不是獨攀）中，也不會用裝備來幫助上攀、下攀或橫渡，但通常會使用安全裝備來防止墜落。

## 替代方案
徒手獨攀的替代方案包括： 
- 使用繩索的自由攀登（Free climbing）以避免墜落。
- 抱石：攀爬高度足夠低，因此墜落一般來說是安全的，通常會使用抱石墊來做為緩衝。
- 深水獨攀（Deep-water soloing）：在水面上獨攀。
- 獨攀跳傘（Free BASE）：結合獨攀和跳傘，以自由獨攀攀升後，再用降落傘以定點跳傘的方式下降。
- 速度攀登：攀岩的一種類型，其目標是盡可能在最短的時間內完成攀登。

## 延伸閱讀
- The High Lonesome: Epic Solo Climbing Stories, John Long. ISBN 1-56044-858-X
- Ament, Pat (2001). A History of Free Climbing in America

## 外部連結
- Edge of Oblivion - Free-solo rock climbers feel spiritual lure, Sheila Mulrooney Eldred. Fresno Bee, 8 April 2004